# Verweyhal
De Verweyhal is een voormalige herensociëteit van Trou moet Blijcken aan de Grote Markt en Grote Houtstraat in Haarlem en maakte deel uit van Museum De Hallen.
Het pand is uitgevoerd in neoclassicistische stijl: eind 19e eeuw in de mode, maar later verguisd. In de eerste helft van de 20e eeuw was er veel kritiek op het gebouw. Het werd veel te groot en pompeus gevonden. ’Een voorwerp van algemene verachting’, zo luidde de omschrijving van de deftige herensociëteit. ’Een weinig geslaagde blokkendoos’ werd het pand genoemd in 1947 door rijksbouwmeester Gijsbert Friedhoff, die het pand wilde afbreken en vervangen door traditionele gevels. In de jaren zeventig trad er een verandering op in de meningen over het gebouw en waren er voor het eerst weer waarderende woorden over te horen. Inmiddels is het pand een rijksmonument.

## Geschiedenis
Het gebouw werd gebouwd in de negentiende eeuw als herensociëteit van de vroegere rederijkerskamer, later culturele gezelligheidsvereniging, Trou moet Blycken. In de tweede helft van de 19e eeuw werd het eerdere gebouw van de rederijkers, dat op dezelfde plek stond, te klein. In 1876 schreef de vereniging een prijsvraag uit voor een nieuw ontwerp. De Amsterdamse architect A.J. van Beek kwam als beste uit de bus en zijn plan werd uitgevoerd.
Het gebouw werd in 1880 in gebruik genomen. Vrijwel gelijktijdig met de ingebruikname kreeg de herensociëteit financiële problemen. Het pand was misschien toch te prestigieus geweest. Aanvankelijk probeerden de heren de nood te lenigen door de contributie te verhogen. Dat hielp nauwelijks, want het ledenaantal liep terug. Omdat de contributieverhoging geen uitkomst bracht, werd de parterreverdieping verhuurd als winkel. Dat hielp evenmin en uiteindelijk waren de heren gedwongen om het pand te verkopen. 
De gemeente werd de nieuwe eigenaar voor een bedrag van 125.000 gulden. De sociëteit werd in 1924 verbouwd tot de Spaarnebank. Op de begane grond kwam de kluis, op de verdieping werden kantoren ingericht. In 1978 werd er weer een verbouwing uitgevoerd. Op de eerste verdieping huisden sindsdien onder meer de gemeentelijke afdeling culturele zaken, de schoonheidscommissie en de stadsarchitect.

## Hal
Veertien jaar later, in 1992 werd het pand opnieuw verbouwd. De verdieping (bel-etage) kreeg - met steun van de Stichting Kees Verwey - een museale functie en een nieuwe naam: de Verweyhal, vernoemd naar de kunstschilder Kees Verwey. De voormalige stadsarchitect Wiek Röling maakte samen met architect Jan Bernard het ontwerp voor de nieuwe inrichting. Sindsdien heeft de Verweyhal een museale functie. De Verweyhal staat naast de Vleeshal. Samen met het tussengelegen ‘vishuisje’ – ooit woning van de knecht van de vismarkt - vormen ze de locatie Hal van het Frans Hals Museum.